# Schandl József
Schandl József (Bakonybél, 1885. április 27. – Budapest, 1973. július 10.) okleveles mezőgazda, állatorvos, egyetemi tanár, a Magyar Tudományos Akadémia tagja (levelező: 1953, rendes: 1960). Schandl Károly (1882–1972) agrárpolitikus, államtitkár, lapszerkesztő, felsőházi tag öccse.

## Családja és származása
Szülei az ugodi születésű Schandl Gábor (1848–1928), földbirtokos, vendéglős, és Friedrich Franciska (1848–1920) voltak. Az apai nagyszülei a fenyőfői születésű Schandl József (1802–1863), ugodi mészáros és Wagenhoffer Terézia (1808–1893) voltak; az anyai nagyszülei Friedrich Albert és Fügi Rozina voltak.

## Élete

### Tanulmányai
A Bakonyban, Veszprém vármegyében fekvő szülőfaluja elemi iskolájába járt. A győri főgimnáziumban érettségizett 1903-ban, jeles eredménnyel. Oklevelét a magyaróvári Gazdasági Akadémián mezőgazdászként 1906-ban szerezte, majd a budapesti Magyar Királyi Állatorvosi Főiskolán tanult állami ösztöndíjjal, s 1909-ben diplomázott állatorvosként.

### Pályája
1910-ben az Állatorvosi Főiskolára, Wellmann Oszkár mellé került gyakornoknak, és részt vett annak nagy jelentőségű biokémiai kísérletsorozatában, amelynek során anyagcsere-, energia- és sóforgalmi vizsgálatokat végeztek. 1911-től tanársegédi, 1912-től segédtanári beosztást kapott a Magyaróvári Gazdasági Akadémián. Ez év áprilisától októberéig külföldi tanulmányúton vett részt: Ausztriában, Svájcban, Németországban, Hollandiában, Dániában és Svédországban vizsgálta az állattenyésztés különböző kérdéseit. 1913-ban megbízták a Kolozsvári Gazdasági Akadémián az állattenyésztési tanszék vezetésével. 1914. március 1-jén a budapesti Állatorvosi Főiskolán állatorvostudományi doktorrá avatták. Tudományos tevékenységét félbeszakította az I. világháború: 4 évet töltött hadi szolgálatban. 1918-ban az akadémia rendes tanárává nevezték ki. 1920-ig Magyaróváron tanított, majd pedig egyetemi rendkívüli tanárként ugyancsak az állattenyésztéstant adta elő a Budapesti Tudományegyetem Közgazdaságtudományi Karán. 1924-től egyetemi nyilvános rendes tanárként a József Nádor Műszaki és Gazdaságtudományi Egyetemen oktatott. A Földművelésügyi Minisztérium 1927-ben megbízta az Országos Gyapjúminősítő Intézet vezetésével. 1932-33-ban a közgazdaságtudományi kar dékánja volt. Az állattenyésztéstan tantárgy meghívott előadója és vizsgáztatója volt 1943-1945 között az Állatorvosi Főiskolán is.
Az 1945-ben létrejött Agrártudományi Egyetem Mezőgazdaságtudományi Karán Schandl József vezette az Állattenyésztéstani Tanszéket. 1946–47-ben a kar dékánja volt. 1948-ban nyugdíjba ment.
1948-tól az Állattenyésztési Kutató Intézet juhtenyésztési osztályán dolgozott. 1951-ben átvette az Intézet vezetését és tudományos tanácsadóként szervezte annak munkáját egészen 1960-ig.
Munkásságának elismeréseként 1952-ben a Tudományos Minősítő Bizottság a mezőgazdasági tudományok doktorává nyilvánította. 1953-ban a Magyar Tudományos Akadémia közgyűlése levelező taggá választotta. 1960-ban lett az MTA rendes tagja. Mindkét székfoglaló előadása a juhtenyésztés témaköréből való. 1960-ban vonult másodszor is nyugállományba.
1949-ben választották az Állattenyésztési Tanács, 1950-ben az MTA Állattenyésztési és Zoológiai Szakbizottsága tagjává. Aktív részt vállalt az MTA Állattenyésztési Bizottságának feladataiban. A Humboldt Egyetem, a Gödöllői Agrártudományi Egyetem díszdoktorává választották 1965-ben.
1973. július 17-én temették a Farkasréti temetőben. 1991. július 23-án exhumálták és hamvait a veszprémi Alsóvárosi temetőben, a temető északnyugati sarkában lévő családi kriptába helyezték át. A kripta egyik oldalán lévő, tetején kereszttel ellátott, szögletes, oszlopszerű síremlék oldalain a Schandl-család itt nyugvó tagjainak nevei vannak felvésve, közöttük a Dr. Schandl József / akadémikus / 1885-1973 felirat is olvasható.

## Munkássága
A magyar állattenyésztésnek hosszú időn át vezéregyénisége volt. Főként a juhtenyésztés és a gyapjútermelés témájára szakosodott. Rodiczky Jenő tevékenységéhez kapcsolódva megszervezte a magyarországi állami országos juhtörzskönyvezést. Az értékes gyapjút adó magyar fésűs-merinó kitenyésztése az ő tudományos munkájának egyik eredménye, de a merinóállomány tejelőképességének fejlesztésében is nagy előrelépés köszönhető neki.
Foglalkozott az állattenyésztés más ágaival is: 1924-től sorozatosan jelentek meg könyvei, melyek az általános tenyésztési kérdéseken (Az állattenyésztés enciklopédiája, Az állattenyésztés biológiája, Általános állattenyésztéstan) kívül a szarvasmarha és a bivaly, a ló, a sertés és a kecske tenyésztésével is külön foglalkoztak. Munkái általában évtizedekig segédkönyvül szolgáltak mind az elmélet, mind a gyakorlat számára, ezért csaknem mindegyik sok kiadást megért.
Több területen irányt szabott az állattenyésztési kutatásoknak. A magyar állattenyésztésben alapvető feladatként jelentkezett az 1950-es években az új tenyésztési irányok megállapítása, mely együtt járt az apaállat-szükséglet biztosításával, az állami gazdaságokban a tenyésztés megszervezésével, a vágási és ivartalanítási tilalmak elrendelésével és a mesterséges termékenyítés bevezetésével. A későbbiekben állandó feladat volt a takarmányhiány enyhítése, a tenyészállatok nevelésének szerződéses biztosítása, az (állatorvosilag és fajtajelleg szempontjából nem felügyelt) úgynevezett „zugbikák” használatának megakadályozása és a járványos betegségek elleni védekezés. Fontosnak tartotta a takarmányozás kérdéseit is, vizsgálta azokat mind a takarékosság, mind az abrak tápanyagmegőrzése, értékessége szempontjából. A juhtenyésztés terén iskolát teremtett és számos kitűnő szakembert nevelt az országnak. Tanári, intézetigazgatói és egyéb közéleti kötelezettségei mellett mint tankönyv- és szakkönyvíró és mint számos szakcikk szerzője is széles körben népszerűsítette tudományos nézeteit.
Ahogyan Matolcsi János, volt tanítványa írta róla:
„Magatartását szerénység, nyugalom és bölcsesség jellemezte. Mindenkihez közvetlen volt, mindenkivel elbeszélgetett, aki hozzá fordult. Tudását nem fitogtatta, közérthetően írt és beszélt. Szakember nemzedékek oktatója, nevelője volt, generációk hagyták el az egyetem padjait Schandl József professzor közel négy évtizedes tanári működése alatt. Kiváló oktató és nagyszerű tanár volt. Gazdag tapasztalatát és tudását úgy tudta átadni, hogy előadásaival lebilincselte hallgatóit. Nem mellőzte az elméleti kérdéseket sem, de a gyakorlatiasságra helyezte a súlyt. Mondanivalójával megfogta a hallgatóságot, egyéniségének erejével hatott.”

## Kitüntetéseiből
- 1954 - A Munka Vörös Zászló Érdemrendje
- 1954 - Kossuth-díj
- 1960 - Munka érdemrend

## Művei

### Önálló műveiből (könyvek)
- Gyapjúismeret. 1924
- Állattenyésztéstan. I. Az állattenyésztés biológiája. Általános tenyésztési elvek (1925)
- A sertés tenyésztése. (1928, 1948)
- A borjú felnevelése. Írta Dr. Wellmann Oszkár. Könyvismertetés Schandl Józseftől, 1929
- Általános állattenyésztéstan. (1933, 1948)
- Gyapjú- tej és hústermelés a juhászatban. (1939)
- A juh és a kecske tenyésztése. (1928, 1951, 1953)
- Juhtenyésztés. A budapesti rádióban elhangzott előadássorozat. (1943)
- Juhtenyésztés. (1943, 1951, 1955, 1966)
- A ló tenyésztése. Függelékben: Az öszvér (1949)
- Sertéstenyésztés. (1953, 1956, 1961, Horn Artúr és Kertész Ferenc társszerzőkkel)
- Szarvasmarha-tenyésztés (1955, 1962)
- Gyapjú-, tej- és hústermelés a juhászatban (1959)
- Juhtenyésztés. Függelékben: A kecske tenyésztése (1947, 1960)

### Tanulmányaiból
- A juhállomány növelésének népgazdasági jelentősége és szaporításának módozatai. In: A Magyar Tudományos Akadémia Agrártudományi Osztályának közleményei, 1953. (2. évf.), 3-4. sz., 553-568. p.
- Állattenyésztésünk fejlesztésének főbb kérdései. In: A Magyar Tudományos Akadémia Agrártudományi Osztályának közleményei, 1954. (5. évf.), 3-4. sz., 289-302. p.
- A tejtermelés jelentősége a merinó-juhászatban. In: A Magyar Tudományos Akadémia Agrártudományi Osztályának közleményei, 1954. (4. évf.), 3-4. sz., 245-256. p.
- A cigája nemesítése Ile de France fajtával. (Székfoglaló előadás). In: A Magyar Tudományos Akadémia Agrártudományi Osztályának közleményei, 1955. (7. évf.), 3-4. sz., 347-356. p.
- Szarvasmarha tenyésztésünk termelékenységének fokozása. In: A Magyar Tudományos Akadémia Agrártudományi Osztályának közleményei, 1955. (7. évf.), 1-2. sz., 39-53. p.
- A szarvasmarha takarmánybázisának kiszélesítése. In: A Magyar Tudományos Akadémia Agrártudományi Osztályának közleményei, 1956. (9. évf.), 4. sz., 421-429. p.
- Hústermelés a juhászatban. In: A Magyar Tudományos Akadémia Agrártudományi Osztályának közleményei, 1956. (10. évf.), 1-4. sz., 153-166. p.
- Takarmánytermesztésünk az állattenyésztés szemszögéből. In: A Magyar Tudományos Akadémia Agrártudományi Osztályának közleményei, 1959. (15. évf.), 1-3. sz., 149-157. p.
- Tenyészbikák örökítőképességének megállapítása a hústermelés terén az utódok ellenőrzésével. In: A Magyar Tudományos Akadémia Agrártudományi Osztályának közleményei, 1960. (18. évf.), 1-2. sz., 131-140. p.
- A belterjes, négyeshasznosítású merinójuhászatok jelentősége hazánkban. In: A Magyar Tudományos Akadémia Agrártudományi Osztályának közleményei, 1961. (19. évf.), 1-3. sz., 191-205. p.
- A silózás jelentősége. In: A Magyar Tudományos Akadémia Agrártudományi Osztályának közleményei, 1962. (21. évf.), 3-4. sz., 301-305. p.
- Három évtizedes tenyésztői munka a hármas hasznosítású merinóért. In: A Magyar Tudományos Akadémia Agrártudományi Osztályának közleményei, 1964. (23. évf.), 1-2. sz., 85-102. p.
- Utódvizsgálatok a hármashasznosítású merinojuhászatban. In: A Magyar Tudományos Akadémia Agrártudományi Osztályának közleményei, 1965. (24. évf.), 1-2. sz., 147-162. p.